# 1000 Meilen der Tschechoslowakei

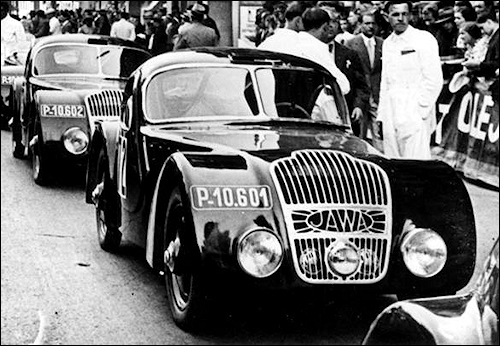
Jawa 750 Sport beim Rennen am 15. Juni 1935

Die 1000 Meilen der Tschechoslowakei (tschechisch 1000 mil československých) waren ein Automobilrennen, das nach dem Vorbild der Mille Miglia in den Jahren 1933, 1934 und 1935 in der Tschechoslowakei stattfand.
Das Rennen führte in den Jahren 1933 und 1934 von Prag über Brünn nach Bratislava und zurück, was einer Gesamtstrecke von 1592,8 km oder knapp 1000 Meilen entspricht. 1935 verlief die Strecke von Brünn über Pohořelice und Mikulov nach Bratislava und zurück (insgesamt 1540 km).
Am ersten Rennen nahmen 1933 ausschließlich Fahrzeuge aus tschechoslowakischer Produktion teil. In den Jahren 1934 und 1935 kam eine große Anzahl an ausländischen Fahrern und Fahrzeugen dazu.
Seit 1970 findet die Veranstaltung als Oldtimerrennen wieder regelmäßig statt. Dies geschieht allerdings nur teilweise auf der alten Strecke.

## 1933
Das erste Rennen am 10. und 11. Juni 1933 gewann Petr Mucha vom Praga-Werksteam auf Praga-Alfa-1800-Roadster. Klassensieger bis 1100 cm³ war Jindřich Knapp auf Walter Junior SS.

## 1934

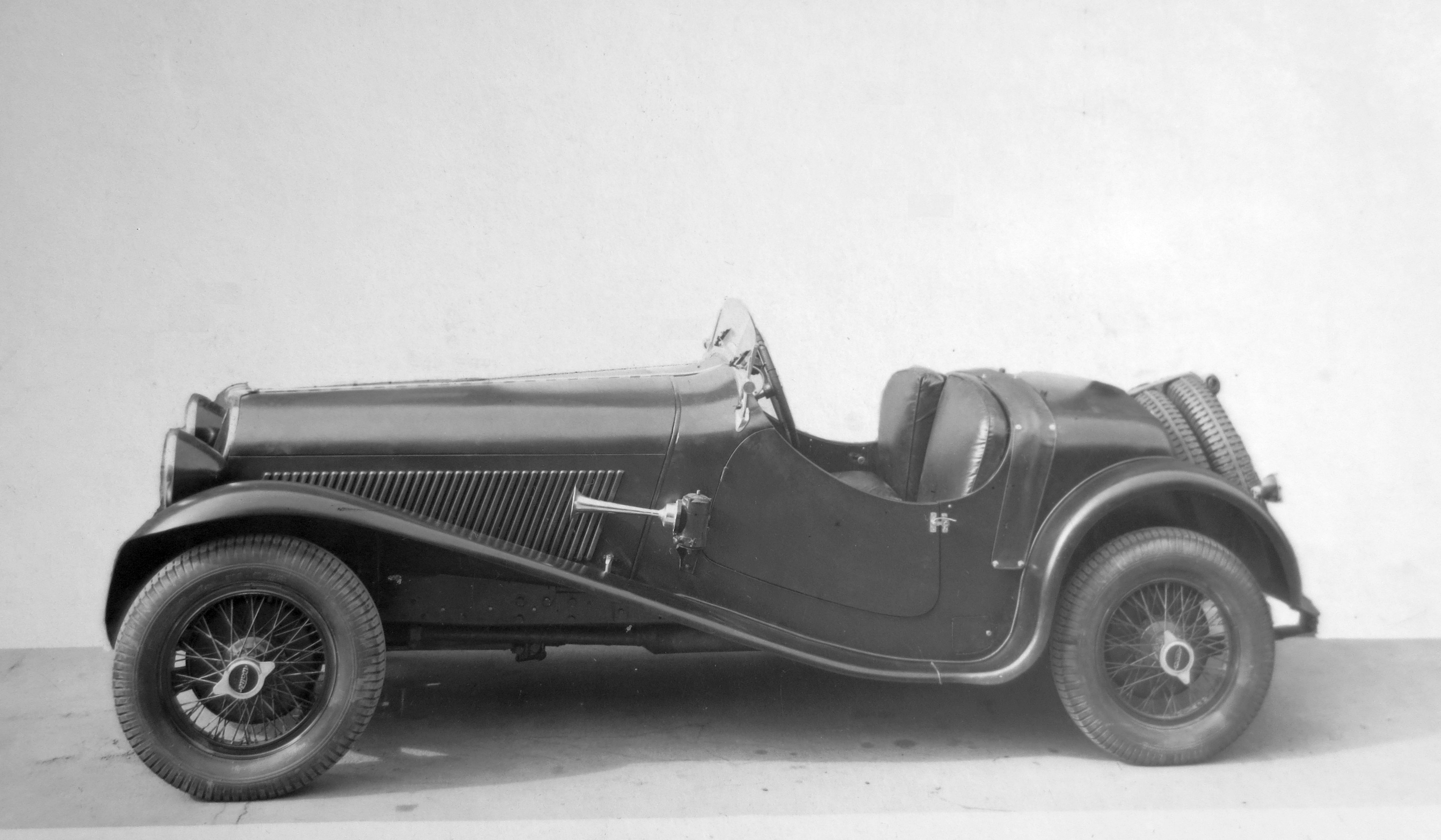
Walter Standard S

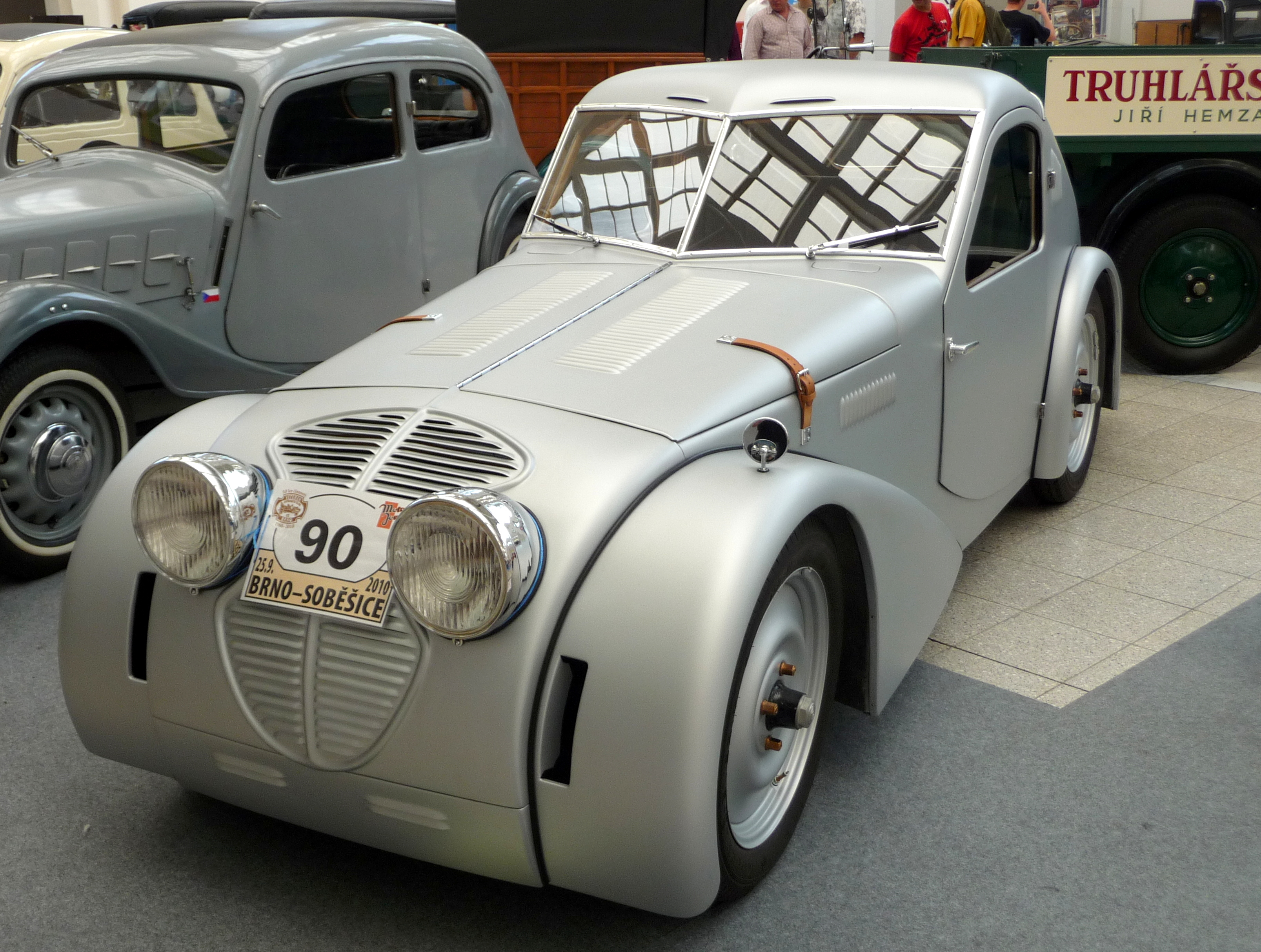
Z-4 - 1000

Gewinner des zweiten Rennens am 9. und 10. Juni 1934 war Jindřich Knapp auf Walter Standard S. Klassensieger bis 2000 cm³ war Adolf Szczyzycki (Wikov 40), Klassensiegerin bis 1500 cm³ war Eliška Slavíková auf Aero 1500. Weitere Klassensieger waren Josef Mamula auf Z-4 1000 (bis 1000 cm³) und Antonín Nahodil-Ovesný auf Aero 750 (bis 750 cm³).

## 1935
Das dritte Rennen am 15. und 16. Juni 1935 entschied Jan Kubíček auf Bugatti T35B (Baujahr 1927 mit Ford-V8-Motor) für sich. Klassensieger waren Renzo Cantoni auf Lancia (bis 1500 cm³), Ruggero Minio auf Fiat 508 Balilla (bis 1100 cm³) und Jaroslav Kaiser auf Jawa 750 Sport (bis 750 cm³).

## 1936
Ein Jahr später wurde das Rennen wegen politischer Spannungen aufgrund deutsch-nationaler Unruhen im Sudetenland nicht ausgetragen.